# 30396 Annleonard
30396 Annleonard è un asteroide della fascia principale. Scoperto nel 2000, presenta un'orbita caratterizzata da un semiasse maggiore pari a 3,0065873 UA e da un'eccentricità di 0,0816917, inclinata di 2,86094° rispetto all'eclittica.